# Éric Guirado
Pour les articles homonymes, voir Guirado.

Éric Guirado est un réalisateur et scénariste français né le 16 septembre 1968 à Lyon.

## Filmographie
- 1994 : Lonelytude ou une légère éclaircie (court-métrage)
- 1999 : Un petit air de fête (César 2001 du court-métrage)
- 2000 : Super boulette (court-métrage)
- 2000 : Je suis un super-héros (court-métrage)
- 2000 : & frères (court-métrage)
- 2000 : Étoffe (court-métrage)
- 2000 : De marbre (court-métrage)
- 2003 : Quand tu descendras du ciel
- 2007 : Le Fils de l'épicier
- 2009 : Le début de l'hiver (court-métrage) nommé au Festival international du film de Varsovie - meilleur court métrage
- 2012 : Possessions
- 2015 : Je te tiens, tu me tiens (court-métrage)

## Distinctions
- Prix Défi jeunes national 1994 pour Lonelytude ou une légère éclaircie.
- Grand prix du jury du Festival du cinéma européen de Lille en 2000 pour Un petit air de fête
- César du meilleur court-métrage en 2001 pour Un petit air de fête.